# Air Canada Flight 797
Air Canada Flight 797 var en flygning som havererade nära Cincinnati i Ohio i USA den 2 juni 1983.

## Beskrivning
Flygplanet, en DC-9 körd av Air Canada var den 2/6 1983 på väg från Dallas-Fort Worth International Airport i USA mot Kanadas Toronto Pearson International Airport och Aéroport international Pierre-Elliott-Trudeau de Montréal. När det flög över Louisville, Kentucky, började det brinna på toaletten ombord. Flygplanet tvingades till en nödlandning på Cincinnati/Northern Kentucky International Airport. Under evakueringen öppnades dörren till flygplanet och syre kom in, som stärkte branden. 23 av 41 passagerare ombord avled. Ingen av de 5 i besättningen ombord omkom.